# Населення Кіпру
Населення Кіпру. Чисельність населення країни 2015 року становила 1,189 млн осіб (161-ше місце у світі). Чисельність кіпріотів стабільно збільшується, народжуваність 2015 року становила 11,41 ‰ (172-ге місце у світі), смертність — 6,62 ‰ (143-тє місце у світі), природний приріст — 1,43 % (84-те місце у світі) . 

## Природний рух

### Відтворення
Народжуваність на Кіпрі, станом на 2015 рік, дорівнює 11,41 ‰ (172-ге місце у світі). Коефіцієнт потенційної народжуваності 2015 року становив 1,46 дитини на одну жінку (202-ге місце у світі). Середній вік матері при народженні першої дитини становив 28,5 року (оцінка на 2010 рік без території Північного Кіпру).
Смертність на Кіпрі 2015 року становила 6,62 ‰ (143-тє місце у світі).
Природний приріст населення в країні 2015 року становив 1,43 % (84-те місце у світі).

### Вікова структура

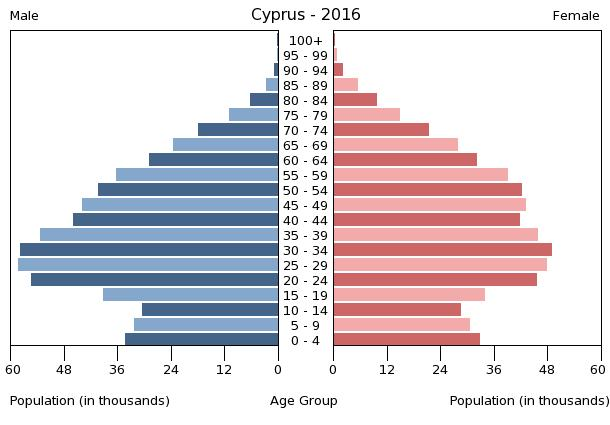
Віково-статева піраміда населення Кіпру, 2016 рік

Середній вік населення Кіпру становить 36,4 року (68-ме місце у світі): для чоловіків — 35,1, для жінок — 38 років. Очікувана середня тривалість життя 2015 року становила 78,51 року (54-те місце у світі), для чоловіків — 75,7 року, для жінок — 81,46 року.
Вікова структура населення Кіпру, станом на 2015 рік, виглядає таким чином:
- діти віком до 14 років — 15,61 % (95 431 чоловік, 90 159 жінок);
- молодь віком 15—24 роки — 14,87 % (96 152 чоловіки, 80 633 жінки);
- дорослі віком 25—54 роки — 46,97 % (293 582 чоловіки, 264 935 жінок);
- особи передпохилого віку (55—64 роки) — 11,05 % (62 826 чоловіків, 68 551 жінка);
- особи похилого віку (65 років і старіші) — 11,51 % (59 363 чоловіки, 77 565 жінок)[1].

### Шлюбність— розлучуваність
Коефіцієнт шлюбності, тобто кількість шлюбів на 1 тис. осіб за календарний рік, дорівнює 7,9; коефіцієнт розлучуваності — 2,2; індекс розлучуваності, тобто відношення шлюбів до розлучень за календарний рік — 28 (дані за 2009 рік). Середній вік, коли чоловіки беруть перший шлюб, дорівнює 30,9 року, жінки — 29 років, загалом — 30 років (дані за 2012 рік).

## Розселення
Густота населення країни 2015 року становила 126,1 особи/км² (80-те місце у світі). Більшість населення концентрується на півдні (Пафос, Лімасол, Ларнака) і в центрі острова (Нікосія).

### Урбанізація
Кіпр високоурбанізована країна. Рівень урбанізованості становить 66,9 % населення країни (станом на 2015 рік), темпи зростання частки міського населення — 0,89 % (оцінка тренду за 2010—2015 роки).
Головні міста держави: Нікосія (столиця) — 251,0 тис. осіб (дані за 2014 рік).

### Міграції
Річний рівень імміграції 2015 року становив 9,48 ‰ (11-те місце у світі). Цей показник не враховує різниці між законними і незаконними мігрантами, між біженцями, трудовими мігрантами та іншими.

#### Біженці й вимушені переселенці
У країні налічується 272 тис. внутрішньо переміщених осіб через конфлікт 1974 року на півночі острова, турків і кіпріотів з обох боків.
Кіпр є членом Міжнародної організації з міграції (IOM).

## Расово-етнічний склад
| Етнічний склад (2011 рік) | Етнічний склад (2011 рік) | Етнічний склад (2011 рік) | Етнічний склад (2011 рік) | Етнічний склад (2011 рік) |
| ------------------------- | ------------------------- | ------------------------- | ------------------------- | ------------------------- |
| Етнос:                    |                           |                           | Відсоток:                 |                           |
| греки                     | греки                     |                           | 98.8%                     | 98.8%                     |
| інші                      | інші                      |                           | 1.2%                      | 1.2%                      |

Головні етноси країни: греки — 98,8 %, інші — 1,2 % (оціночні дані підконтрольної уряду території за 2011 рік).

## Мови
| Мови Кіпру (2011 рік) | Мови Кіпру (2011 рік) | Мови Кіпру (2011 рік) | Мови Кіпру (2011 рік) | Мови Кіпру (2011 рік) |
| --------------------- | --------------------- | --------------------- | --------------------- | --------------------- |
| Мова:                 |                       |                       | Відсоток:             |                       |
| грецька               | грецька               |                       | 80.9%                 | 80.9%                 |
| турецька              | турецька              |                       | 0.2%                  | 0.2%                  |
| англійська            | англійська            |                       | 4.1%                  | 4.1%                  |
| румунська             | румунська             |                       | 2.9%                  | 2.9%                  |
| російська             | російська             |                       | 2.5%                  | 2.5%                  |
| болгарська            | болгарська            |                       | 2.2%                  | 2.2%                  |
| арабська              | арабська              |                       | 1.2%                  | 1.2%                  |
| філіппінська          | філіппінська          |                       | 1.1%                  | 1.1%                  |
| інші                  | інші                  |                       | 4.3%                  | 4.3%                  |

Офіційні мови: грецька — розмовляє 80,9 % населення острова, турецька — 0,2 %. Інші поширені мови: англійська — 4,1 %, румунська — 2,9 %, російська — 2,5 %, болгарська — 2,2 %, арабська — 1,2 %, філіппінська — 1,1 %, інші мови — 4,3 % (дані за 2011 рік для території, що підконтрольна уряду). Кіпр, як член Ради Європи, 12 листопада 1992 року підписав і ратифікував 5 листопада 2002 року Європейську хартію регіональних мов (вступила в дію 1 грудня 2002 року). Регіональними мовами визнані: вірменська, мова кіпріотських маронітів.

## Релігії
| Релігії Кіпру (2010 рік) | Релігії Кіпру (2010 рік) | Релігії Кіпру (2010 рік) | Релігії Кіпру (2010 рік) | Релігії Кіпру (2010 рік) |
| ------------------------ | ------------------------ | ------------------------ | ------------------------ | ------------------------ |
| Віросповідання:          |                          |                          | Відсоток:                |                          |
| православні              | православні              |                          | 89.1%                    | 89.1%                    |
| католики                 | католики                 |                          | 2.9%                     | 2.9%                     |
| протестанти              | протестанти              |                          | 2%                       | 2%                       |
| мусульмани               | мусульмани               |                          | 1.8%                     | 1.8%                     |
| буддисти                 | буддисти                 |                          | 1%                       | 1%                       |
| інші                     | інші                     |                          | 1.4%                     | 1.4%                     |
| агностики                | агностики                |                          | 1.1%                     | 1.1%                     |
| атеїсти                  | атеїсти                  |                          | 0.6%                     | 0.6%                     |

Головні релігії й вірування, які сповідує, і конфесії та церковні організації, до яких відносить себе населення країни: православ'я — християнство — 89,1 %, римо-католицтво — 2,9 %, протестантизм/англіканство — 2 %, іслам — 1,8 %, буддизм — 1 %, інші (маронітство, григоріанство, індуїзм) 1,4 %, не визначились — 1,1 %, не сповідують жодної, або атеїсти — 0,6 % (станом на 2011 рік). Дані репрезентують лише стан на підконтрольній уряду території південного і центрального Кіпру.

## Освіта
Рівень письменності 2015 року становив 99,1 % дорослого населення (віком від 15 років): 99,5 % — серед чоловіків, 98,7 % — серед жінок.
Державні витрати на освіту становлять 6,6 % ВВП країни, станом на 2011 рік (19-те місце у світі). Середня тривалість освіти становить 14 років, для хлопців — до 14 років, для дівчат — до 15 років (станом на 2014 рік).

## Охорона здоров'я
Забезпеченість лікарями в країні на рівні 2,33 лікаря на 1000 мешканців (станом на 2012 рік). Забезпеченість лікарняними ліжками в стаціонарах — 3,5 ліжка на 1000 мешканців (станом на 2011 рік). Загальні витрати на охорону здоров'я 2014 року становили 7,4 % ВВП країни (72-ге місце у світі).
Смертність немовлят до 1 року, станом на 2015 рік, становила 8,36 ‰ (152-ге місце у світі); хлопчиків — 9,97 ‰, дівчаток — 6,68 ‰. Рівень материнської смертності 2015 року становив 7 випадків на 100 тис. народжень (154-те місце у світі).
Кіпр входить до складу ряду міжнародних організацій: Міжнародного руху (ICRM) і Міжнародної федерації товариств Червоного Хреста і Червоного Півмісяця (IFRCS), Дитячого фонду ООН (UNISEF), Всесвітньої організації охорони здоров'я (WHO).

### Захворювання
2013 року зареєстровано 0,4 тис. хворих на СНІД (125-те місце у світі), це 0,06 % населення в репродуктивному віці 15—49 років (117-те місце у світі). Смертність 2014 року від цієї хвороби становила приблизно 100 осіб (124-те місце у світі).
Частка дорослого населення з високим індексом маси тіла 2014 року становила 24,5 % (53-тє місце у світі).

### Санітарія
Доступ до облаштованих джерел питної води 2015 року мало 100 % населення в містах і 100 % в сільській місцевості; загалом 100 % населення країни. Відсоток забезпеченості населення доступом до облаштованого водовідведення (каналізація, септик): в містах — 100 %, в сільській місцевості — 100 %, загалом по країні — 100 % (станом на 2015 рік). Споживання прісної води, станом на 2009 рік, дорівнює 0,18 км³ на рік, або 164,7 тонни на одного мешканця на рік: з яких 10 % припадає на побутові, 3 % — на промислові, 86 % — на сільськогосподарські потреби.

## Соціально-економічне становище
Співвідношення осіб, що в економічному плані залежать від інших, до осіб працездатного віку (15—64 роки) загалом становить 41,6 % (станом на 2015 рік): частка дітей — 23,4 %; частка осіб похилого віку — 18,2 %, або 5,5 потенційно працездатного на 1 пенсіонера. Загалом ці показники характеризують рівень потреби державної допомоги в секторах освіти, охорони здоров'я та пенсійного забезпечення, відповідно. Дані про відсоток населення країни, що перебуває за межею бідності, відсутні. Розподіл доходів домогосподарств в країні виглядає таким чином: нижній дециль — 3,3 %, верхній дециль — 28,8 % (станом на 2014 рік).
Станом на 2016 рік, уся країна була електрифікована, усе населення країни мало доступ до електромереж. Рівень проникнення інтернет-технологій високий. Станом на липень 2015 року в країні налічувалось 853 тис. унікальних інтернет-користувачів (127-ме місце у світі), що становило 71,7 % загальної кількості населення країни.

### Трудові ресурси
Загальні трудові ресурси 2014 року становили 349,7 тис. осіб (160-те місце у світі). Зайнятість економічно активного населення у господарстві країни розподіляється таким чином: аграрне, лісове і рибне господарства — 3,8 %; промисловість і будівництво — 15,2 %; сфера послуг — 81 % (станом на 2014 рік). Безробіття 2015 року дорівнювало 15,5 % працездатного населення, 2014 року — 16,1 % (155-те місце у світі); серед молоді у віці 15—24 років ця частка становила 35,9 %, серед юнаків — 37,4 %, серед дівчат — 34,6 % (32-ге місце у світі).

## Кримінал

#### Наркотики

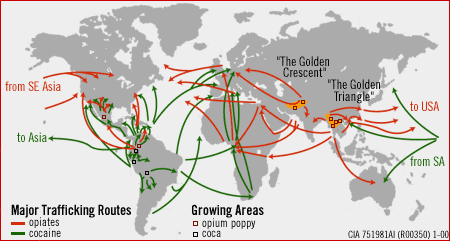
Світові маршрути наркотрафіку

Незначна транзитна країна для наркотрафіку героїну й гашишу повітряним і морським транспортом до Європи з Туреччини й Лівану; незважаючи на зміцнення законодавства, країна уразлива до відмивання грошей як міжнародний офшор (оцінка ситуації 2008 року).

### Торгівля людьми
Згідно зі щорічною доповіддю про торгівлю людьми (англ. Trafficking in Persons Report) Управління з моніторингу та боротьби з торгівлею людьми Державного департаменту США, уряд Кіпру докладає значних зусиль у боротьбі з явищем примусової праці, сексуальної експлуатації, незаконною торгівлею внутрішніми органами, але законодавство відповідає мінімальним вимогам американського закону 2000 року щодо захисту жертв (англ. Trafficking Victims Protection Act's) не повною мірою, країна перебуває у списку другого рівня.

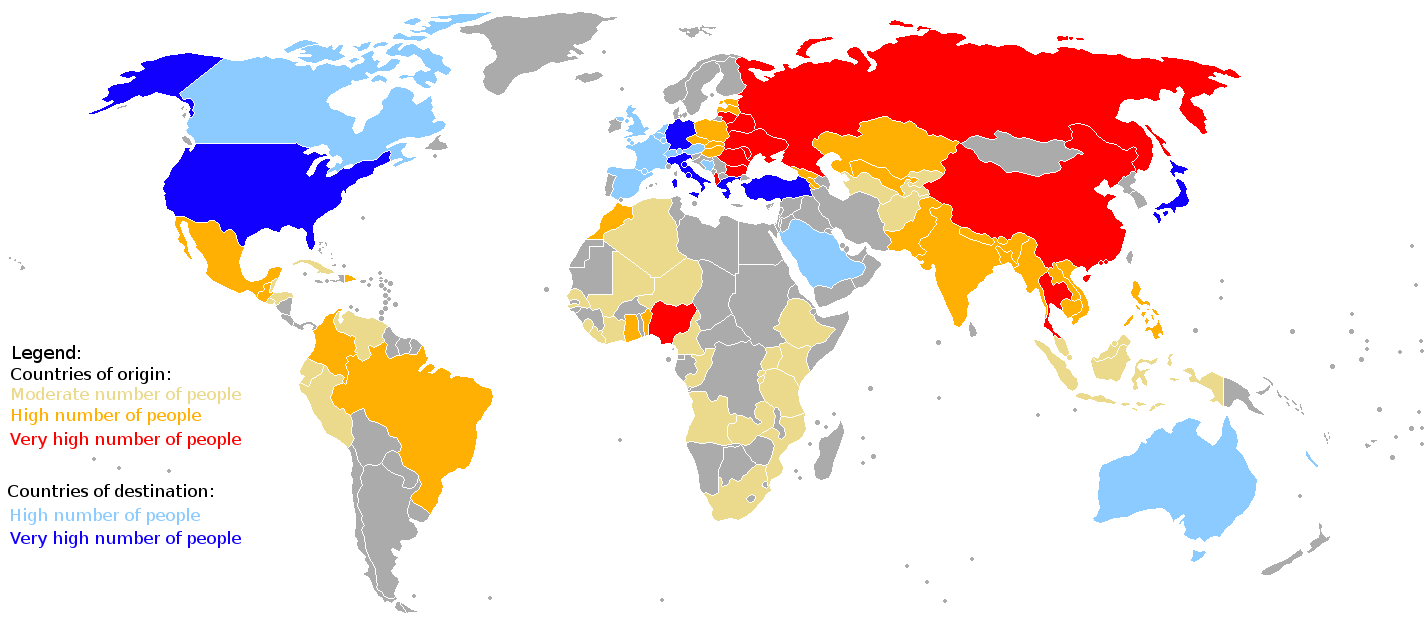
Країни-донори (червоний) і країни-реципієнти кримінальних потоків  (англ.)
Глобальна боротьба з торгівлею людьми (англ.)

## Гендерний стан
Статеве співвідношення (оцінка 2015 року):
- при народженні — 1,05 особи чоловічої статі на 1 особу жіночої;
- у віці до 14 років — 1,06 особи чоловічої статі на 1 особу жіночої;
- у віці 15—24 років — 1,19 особи чоловічої статі на 1 особу жіночої;
- у віці 25—54 років — 1,11 особи чоловічої статі на 1 особу жіночої;
- у віці 55—64 років — 0,92 особи чоловічої статі на 1 особу жіночої;
- у віці за 64 роки — 0,77 особи чоловічої статі на 1 особу жіночої;
- загалом — 1,04 особи чоловічої статі на 1 особу жіночої[1].

## Демографічні дослідження
Демографічні дослідження в країні ведуться рядом державних і наукових установ:

### Українською
- Атлас. 10—11 клас. Економічна і соціальна географія світу / упорядники :  О. Я. Скуратович, Н. І. Чанцева. — К. : ДНВП «Картографія», 2010. — ISBN 978-966-475-639-3.
- Атлас світу / голов. ред. І. С. Руденко ; зав. ред. В. В. Радченко ; відп. ред. О. В. Вакуленко. — К. : ДНВП «Картографія», 2005. — 336 с. — ISBN 9666315467.
- Безуглий В. В. Економічна і соціальна географія зарубіжних країн : Навчальний посібник. — К. : ВЦ «Академія», 2007. — 704 с. — ISBN 978-966-580-239-6.
- Безуглий В. В., Козинець С. В. Регіональна економічна і соціальна географія світу : Навчальний посібник. — видання 2-ге, доп., перероб. — К. : ВЦ «Академія», 2007. — 688 с. — ISBN 966-580-144-9.
- Головченко В. І., Кравчук О. Країнознавство: Азія, Африка, Латинська Америка, Австралія і Океанія. — К., 2006. — 335 с. — ISBN 966-8939-04-2.
- Гудзеляк І. І. Географія населення: Навчальний посібник / І. Гудзеляк. — Л. : Видавничий центр ЛНУ імені Івана Франка, 2008. — 232 с. — ISBN 978-966-613-599-8.
- Дахно І. І. Країни світу: Енциклопедичний довідник / І. І. Дахно, С. М. Тимофієв. — К. : Мапа, 2011. — 606 с. — (Бібліотека нового українця) — ISBN 978-966-8804-23-6.
- Дахно І. І. Економічна географія зарубіжних країн : навчальний посібник. — К. : Центр учбової літератури, 2014. — 319 с. — ISBN 978-611-01-0682-5.
- Джаман В. О. Регіональні системи розселення: демографічні аспекти. — Чернівці : Рута, 2003. — 392 с. — ISBN 9665685988.
- Дорошенко Л. С. Демографія: Навчальний посібник. — К. : МАУП, 2005. — 112 с. — ISBN 966-608-442-2.
- Дубович І. А. Країнознавчий словник-довідник. — 5-те вид., перероб. і доп. — К. : Знання, 2008. — 839 с. — ISBN 978-966-346-330-8.
- Економічна і соціальна географія країн світу. Навчальний посібник / За ред. Кузика С. П. — Л. : Світ, 2002. — 672 с. — ISBN 966-603-178-7.
- Загальна медична географія світу / В. О. Шевченко [та ін.] — К. : [б.в.], 1998. — 178 с.
- Ігнатьєв П. М. Країнознавство: Країни Азії. — Ч. : Книги-XXI, 2004. — 383 с. — ISBN 966-8029-53-4.
- Книш М. М., Мамчур О. І. Регіональна економічна і соціальна географія світу (Латинська Америка та Карибські країни, Африка, Азія, Океанія) : навч. посіб. — Л. : ЛНУ ім. Івана Франка, 2013. — 368 с. — ISBN 978-617-10-0007-0.
- Крисаченко В. С. Динаміка населення: Популяційні, етнічні та глобальні виміри. — К. : Видавництво Національного інституту стратегічних досліджень, 2005. — 368 с. — ISBN 966-554-083-1.
- Любіцева О. О., Мезенцев К. В., Павлов С. В. Географія релігій. — К. : АртЕК, 1999. — 504 с. — ISBN 966-505-006-0.
- Масляк П. О. Країнознавство. — К. : Знання, 2007. — 292 с. — (Вища освіта XXI століття)
- Масляк П. О., Дахно І. І. Економічна і соціальна географія світу / П. О. Масляк, І. І. Дахно ; за ред. П. О. Масляка. — К. : Вежа, 2003. — 280 с. — ISBN 966-7091-53-8.

### Російською
- (рос.) Кипр // Демографический энциклопедический словарь / главн. ред. Валентей Д. И. — М. : Советская энциклопедия, 1985. — 608 с.
- (рос.) Кипр // Страны и народы. Зарубежная Азия. Общий обзор. Юго-Западная Азия / Редкол. : Н. И. Прошин (отв. ред.), И. А. Дементьев и др. — М. : «Мысль», 1979. — 381 с. — (Страны и народы) — 180 тис. прим.
- (рос.) Атлас народов мира / Отв. ред. С. И. Брук и В. С. Апенченко. — М. : ГУГК ГГК СССР и Институт этнографии им. Н. Н. Миклухо-Маклая АН СССР, 1964. — 185 с. — 20 тис. прим.
- (рос.) Численность и расселение народов мира. Этнографические очерки / под ред. С. И. Брука. — М. : Издательство АН СССР, 1962. — 487 с.
- (рос.) Лаппо Г. М. География городов: Учебное пособие для географических факультетов вузов. — М. : Туманит, изд. центр ВЛАДОС, 1997. — 476 с. — ISBN 5-691-00047-0.
- (рос.) Ягельский А. География населения. — М. : Прогресс, 1980. — 383 с.